# Všetaty (Mělník)
Všetaty é uma comuna checa localizada na região da Boêmia Central, distrito de Mělník.